# Geraldo Pellanda
Dom Geraldo Micheletto Pellanda, CP (nascido Cláudio Luiz Pellanda) (Curitiba, 1 de setembro de 1916 – Ponta Grossa, 2 de janeiro de 1991) foi um sacerdote católico brasileiro, bispo de Ponta Grossa de 1965 a 1991.
Filho de italianos, ingressou no Seminário Menor dos Padres Passionistas, em São Paulo, em 1928. Iniciou o noviciado em 15 de setembro de 1931, e professou os votos temporários no ano seguinte. Cursou Filosofia em São Paulo de 1933 a 1936 e Teologia em Roma, concluindo-os em 1941. Foi ordenado ao sacerdócio em 23 de setembro de 1939. Pe. Geraldo foi professor de Teologia em São Paulo de 1942 a 1947, acumulando os cargos de Examinador Sinodal e Censor de Livros na Cúria Metropolitana de São Paulo.
Entre 1947 e 1952 foi Superior do Convento do Cabral em Curitiba e Vigário da mesma paróquia. Lecionou Teologia em Curitiba de 1952 a 1958; foi Superior do Convento Passionista de Colombo e Vigário da Igreja de Nossa Senhora do Rosário de 1958 a 1960. De 1950 a 1960 foi Examinador Sinodal, Censor de Livros e Juiz do Tribunal Eclesiástico da Arquidiocese de Curitiba. Foi presidente da Conferência dos Religiosos do Brasil de 1953 a 1960.
Foi eleito bispo-titular de Mades e bispo-coadjutor da Diocese de Ponta Grossa pela Santa Sé em 9 de novembro de 1960. Foi consagrado em 11 de fevereiro de 1961, através do arcebispo Armando Lombardi, Núncio Apostólico no Brasil, tendo como co-consagrantes Dom Manuel da Silveira d'Elboux, Arcebispo de Curitiba, e Dom Antônio Mazzarotto, Bispo de Ponta Grossa.
Em 13 de fevereiro de 1965, Dom Geraldo foi nomeado Administrador Apostólico de Ponta Grossa Sede Plena e assumiu a Diocese em 24 de fevereiro de 1965, em um dos intervalos do Concílio Vaticano II, tendo participado de todas as sessões do Concílio.
No governo da Diocese, Dom Geraldo Pellanda constituiu o Conselho de Pastoral, o Conselho Presbiteral, dividiu a Diocese em setores pastorais, e implantou movimentos e associações religiosas para leigos. Ordenou mais de cem padres. Introduziu intercâmbio com a então Prelazia de Balsas durante cinco anos, patrocinando o envio de grupos de leigos, sacerdotes e religiosos(as) para trabalhar em várias frentes. A Pastoral Universitária diocesana foi organizada; instituiu a Escola de Teologia para Leigos; promoveu missões populares interdiocesanas com grupos leigos e Semanas de Estudos Sindonológicos. No seu mandato, foram criadas as dioceses de Guarapuava (1966) e União da Vitória (1976), com territórios desmembrados da Diocese de Ponta Grossa. Também foi autor do pedido ao papa para que Nossa Senhora Mãe da Divina Graça se tornasse a padroeira da Diocese.
Dom Geraldo Pellanda faleceu em 02 de janeiro de 1991, no Hospital Bom Jesus, em Ponta Grossa, de um câncer. Foi sepultado na cripta da Catedral Sant'Ana.

## Homenagens
É nomeada, desde 1991, uma rua no bairro do Sítio Cercado, em Curitiba, em sua homenagem.